# Seznam paleografických pojmů
Paleografie je pomocná věda historická zabývající se vývojem grafických znaků, jakými jsou mj. ligatury a zkratky. Tento seznam obsahuje paleografické pojmy.

## B
- Bastarda (křížené písmo)

- Brachygrafie

## Č
- Číslice

## D
- Diplomatická minuskula

- Dřík – hlavní svislý tah písmene

- Duktus písma – způsob psaní jednotlivých písmen

## E
- Editorské značky

- Elementární písmo – písmo, které se používá při základní výuce písma

- Elongata

## F
- Forma písma viz Tvar písma

## G
- Gotická kurzíva

- Grafologie

## H
- Humanistické písmo

## I
- Interpunkce

## K
- Karolina

- Knižní písmo

- Kreslené písmo – písmena jsou psána samostatně několika tahy, písmo nebývá spojité, píše se pomaleji

- Kryptografie

- Kuriála

- Kurziva – písmena jsou psána menším počtem tahů, ty se píší spojitě, jednotlivá písmena se spojují, píše se rychleji

## L
- Langobardské písmo

- Ligatury

- Listinné písmo

## M
- Majuskula – písmo, v němž většinu písmen lze vepsat do systému dvou linek

- Merovejské písmo

- Mladší římská kurzíva

- Minuskula – písmo, v němž lze většinu písmen vepsat do systému čtyř linek

- Modul – obecný údaj o velikosti písma, zachycující výšky a šířky písmen; rozlišuje se modul velký, střední, malí, příp. čtvercový (písmena jsou zhruba stejně vysoká jako široká)

## N
- Národní písma

- Nomina sacra

## O
- Ostrovní písma

## P
- Písmoznalectví

- Polounciála

- Prolongata viz Elongata

## S
- Sklon písma – písmena mohou být na lince umístěna vertikálně, vzpřímeně nebo různě skloněna (velmi často vpravo, ale i vlevo); sklon může být označen: písmo skloněné vlevo, pokosné, kosmé; skloněné vpravo; svislé; ležící vodorovně; vzhůru nohama; zrcadlově převrácené, retrogádní

- Starší římská kurzíva

## T
- Tachygrafie

- Tvar (forma) – tvar jednotlivých písmen, jedno a totéž písmeno může mít různé, někdy velmi odlišné tvary

## U
- Unciála

- Užitkové (běžné) písmo – písmo, které představuje ideální model určitého písma v daném období

## V
- Váha písma – síla jednotlivých tahů; těžké písmo má velké kontrasty mezi silnými a slabými tahy a mnoho silných tahů, lehké písmo tyto kontrasty nemá (nebo jen v malé míře), síla tahů je vyrovnaná a příliš silné tahy se neobjevují

- Vizigótské písmo

- Vyznačovací písmo